# コンプティーク
『コンプティーク』(Comptiq) は、KADOKAWAのブランドである「角川書店」から発行されている、パソコン・ゲーム・美少女などを取り扱うメディアミックス雑誌。
輸入ゲームショップ「コンプティーク」と角川書店の提携で、『ザテレビジョン』の別冊として1983年11月10日に創刊され、第3号より隔月刊化。1986年より月刊誌となった。
会社名および誌名である「コンプティーク」は「コンピューター（Computer）」と「ブティック（Boutique）」を組み合わせた造語。コンプティーク社の倒産後は「コンプティーク」の名称を、雑誌名として角川書店が買い取っている。その後は角川メディアオフィスから発行された。通称は「コンプ」。

## 概要
1980年代に盛んになった、後のおたくの概念に収斂されるコンピュータゲームやアニメなどソフトウェアの娯楽を消費することを好む層を対象に据えたことから、次第にメディアミックスを主体とする雑誌に変化していった。
雑誌自体を端的に表す売り文句は、初期は「パソコンと遊ぶ本」、1986年1月の月刊化からは「戦うパソコンゲームマガジン」を長く用い、雑誌内容の変遷に伴い、2003年9月号から「Mediamix GAME Magazine（メディアミックスゲームマガジン）」、創刊30周年を迎えた2013年12月号からは「Digital Contents Magazine（デジタルコンテンツマガジン）」となっている。
紆余曲折を経て創刊当初とは大きく異なる内容になっているが、ゲーム雑誌という枠組みで見ると非常に長命であると言える。

## 歴史

### 佐藤編集長時代
玩具業界の新聞記者としてテレビゲームを紹介していた佐藤辰男が1982年に角川歴彦と出会った際、パソコン雑誌を角川書店がやるという話が持ち上がった。佐藤がテレビゲーム雑誌の企画書を出すと、角川歴彦の決断で発刊が決まり、『ザテレビジョン』の増刊号として1983年11月10日発売の1984年1月号で創刊した。
読者層は、小学校高学年から中・高生男子で、ゲームやパソコン本体の購入ガイドなどパソコンを中心としつつも、単なるパソコン雑誌というよりは、ゲームを含んだデジタル世代の娯楽全体を扱う雑誌であった。初期はジャイアント馬場を用いるなど表紙に一貫性がなく売り上げも低迷したが、vol.5 1984年9/10月号では薬師丸ひろ子・原田知世・渡辺典子などを取り上げ、翌年から表紙には女性アイドルを起用することが確定した。
パソコン関係では他誌が取り上げないようなパソコンゲームの裏技やチートを精力的に扱い、読者投稿ではゲームのプログラム本体の改造手法すら掲載、その裏技や改造に人気ゲームのものがあると、それを求める読者にも販路を伸ばしていく。特に、vol.10 1985年7/8月号にてファミコンゲーム『ゼビウス』の無敵コマンドを最初にとりあげ、同号は塚田正晃の提案でまだ無名だった中山美穂を表紙に採用し、アダルトゲーム『天使たちの午後』の記事と併せて完売、増刷を繰り返し、大きく売り上げを伸ばす。
vol.13 1986年1月号から月刊化し、同年2月号から初の連載漫画として麻宮騎亜の『神星記ヴァグランツ』が開始されるなど、より娯楽性を強めた誌面改革を進めた。1985年から1986年にかけて、ファミリーコンピュータの大ヒットにより、内容のほとんどがファミコンに傾きパソコンがないがしろにされていたが、ファミコン関係の内容は1986年4月にマル勝ファミコンを創刊することで移管、以後は総合誌であることをやめ、パソコン中心に戻り、vol.18 1986年6月号で紙面を刷新して、RPGへ傾倒していく。
vol.21 1986年9月号から、グループSNEによるダンジョンズ&ドラゴンズのテーブルトークRPGリプレイ記事『ロードス島戦記』が掲載されると大きな人気を博し、安田均・黒田幸弘によるテーブルトークRPGに関する記事や『聖エルザクルセイダーズ』など若者向け小説を掲載して、日本におけるTRPGの普及やライトノベルという分野の創設に大きな影響を与えた。
vol.44 1988年7月号からは『ロボクラッシュ』、同8月号からは『トップをねらえ!』といった読者参加型ゲームを毎号開催するようになり、この影響で売り上げは倍増、同7月号と連動して、パソコン通信に「角川コンプティークネット」というBBSを開設。SF作家・翻訳家の草分けである矢野徹が「狂乱酒場」を設けるなどし、雑誌連載と連動して活動を続けた。
一方で、袋とじのアダルトゲーム関連のページも組まれていた。名称は「ちょっとエッチなページ」から「福袋」、「大福袋」、「花園倶楽部」と変遷。元々は年数回の定期企画だったのが、後に同市場の拡大も手伝って毎号連載となり、アダルトゲーム以外に18禁アニメやHコミック、AV女優紹介のコーナーも載っていた。毎年1月号には『Hコミックアドベンチャー』というゲームブック形式のゲームが欄外に設けられた。
こういった徹底的なおたく向けの路線は単一の分野に興味を持つ読者だけでなく、様々な者を呼び込み固定読者層に加えていき、1991年には発行部数25万部となってパソコン類雑誌の中で最も売れている部類となった。

### 「お家騒動」以降
1992年4月号を以って、創刊以来編集長を務めた佐藤辰男が退任。本誌の編集スタッフのほとんどが佐藤に追随し、メディアワークス（現アスキー・メディアワークス）で『電撃王』を創刊して連載記事も移籍。スタッフが総入れ替えとなる。
1994年8月号から判型をAB判に変更、同8月号からは表紙がアイドルからCGに変わり、内容も「MS-DOS講座」「Windows95特集」など一般パソコン誌としての色を強める。しかし、1996年1月号から再びアイドルに表紙を戻し、売り文句を「Win95から美少女まで楽しめる（濃）パソコンゲームマガジン」と再設定。さらに1997年3月号から『新世紀エヴァンゲリオン』に代表されるアニメーションやゲームの美少女キャラクターを表紙に採用、紙面も『To Heart』『Kanon』など美少女ゲームの比重が増し、売り文句は「パソコンで遊ぼう!」から、翌1998年には「パソコンユーザーのためのアニメ&ゲーム誌」へと変わっていく。同年1月号からはCD-ROMの付録が恒常化。2000年10月号で、紙面を大幅に改め、売り文句を「PC Character Magazine」へと変更。同時に雑誌のウェブサイトを開設した。

### MediaMix Game Magazine時代
2003年9月号から「MediaMix Game Magazine」と称してメディアミックスを押し進め、それまでのゲーム紹介記事中心の構成からギャルゲーを原作とする漫画を大幅に取り入れた構成に変革。2003年は『D.C. 〜ダ・カーポ〜』、2005年は『SHUFFLE!』を度々特集し、2006年からは『Fate/stay night』などTYPE-MOON作品を大きく取り扱うようになる。また、2004年1月号から始まった『らき☆すた』の連載は十年以上続く長期連載となり、TVアニメ化された2007年には4ヶ月連続で表紙を飾った。
2002年4月号では、別冊として『コミックコンプ』（内容は新規の漫画誌）が付録されており、一部ではコミックコンプ復刊とも言われたが、結果としては2005年に『月刊コンプエース』を創刊することになった。

### Digital Contents Magazine時代
2013年6月号で、編集長が加藤剛から藤田崇平に交代した。
2013年10月号でブラウザゲーム『艦隊これくしょん』を特集した別冊付録をつけたところ、各所で売り切れたため、重版をおこなった。この"艦これ"需要は続き、11月号、12月号と三号連続で版を重ねている。
2013年12月号の創刊30周年記念号にて雑誌全体を正式に刷新し、判型をA4判に変え、雑誌を表す言葉も「メディアミックスゲームマガジン」から「デジタルコンテンツマガジン」に転換、同時にロゴも変更された。
2015年5月号から「Newsstand」（Apple）に対応し、紙版と電子版が同時発売された。

## 連載作品
2025年5月号現在。

### 漫画
連載漫画の単行本はドラゴンコミックス、コンプコミックスDX、カドカワコミックス・エース、電撃コミックスなど。
- アイドル失格（原作：安部若菜（NMB48）、漫画：空神セイ）：2024年2月号[33] -
- 異世界で配信活動をしたら大量のヤンデレ信者を生み出してしまった件（伊予嶺つく）：2023年2月号[34] -
- 推しにささげるダンジョングルメ 〜最強探索者VTuberになる〜（藍川蓮）：2024年9月号[35] -
- 俺だけLVアップするスキルガチャで、まったりダンジョン探索者生活も余裕です〜ガチャ引き楽しくてやめられねぇ！〜（原作：シンギョウガク、漫画：眠田瞼）：2025年5月号[36] -
- クラスメイトは異世界で勇者になったけど、俺だけ現代日本に置き去りになりました（原作：カボチャマスク、漫画：仲紙）：2024年8月号[37] -
- 「ジョブが忍者の癖にやかましすぎるだろ……」と冒険者パーティを追放されてきた爆音忍者四人衆と、来月末までに莫大な借金を返さなくちゃいけない子爵令嬢の浮き沈み激しい二ヶ月分の人生〜超速い。忍者なので〜（原作：quiet、漫画：一杉エーイチ）：2024年8月号[38] - ※2024年8月号目次でのタイトルは「quiet×一杉エーイチ 新連載」[38]。
- スキルがなければレベルを上げる 〜99がカンストの世界でレベル800万からスタート〜（原作：岡沢六十四、漫画：倉橋ユウス）：2021年4月号[39] -
- ちびちゅき!2学期（原作：TYPE-MOON、漫画：華々つぼみ）※『TYPE-MOON学園 ちびちゅき!』の第2期
- ニッターズハイ!（猫田ゆかり）：2021年4月号[39] -
- ノロマ魔法と呼ばれた魔法使いは重力魔法で無双する 〜まだ重力の概念のない世界にて、少年は万有引力の王となる〜（原作：一森一輝、漫画：神原絵理華）：2023年12月号[40] -
- 道にスライムが捨てられていたから連れて帰りました 〜おじさんとスライムのほのぼの冒険ライフ〜（原作：イコ、漫画：めぐお、キャラクター原案：いもいち）：2025年1月号[41] -
- 四つ子ぐらし（原作：ひのひまり、漫画：佐倉おりこ）：2021年3月号[42] -
- らき☆すた、宮河家の空腹（美水かがみ）※いずれも不定期掲載[注 16]

## 連載が終了した作品

### 漫画

#### 1980年代
- 神星記ヴァグランツ（原作：ヴォクソール・プロ / 画：麻宮騎亜）：1986年2月号 - 1988年4月号
- ロマンシア―浪漫境伝説（原作：寺田憲史、漫画：円英智）：1987年1月号 -
- イース（羽衣翔）
- マーシー（砂倉そーいち）：1988年6月号 -
- ルーンワース -星の勇者-（迎夏生）
- トップをねらえ! NeXT GENERATION（そうま竜也）：1989年

#### 1990年代
- ムーンクエスト（桐嶋たける 後に電撃王に移動、タイトルはムーンヴォイスに変更）
- ダンジョンマスター（栗橋伸祐　単行本はメディアワークスより刊行）：1991年 - 1992年
- リスティス（わたぬきほづみ 後に電撃大王に移動。単行本はメディアワークスより刊行）：1992年
- タストソラーズ（小林将一）：1993年
- IDATEN（のんた丸孝）：1993年
- ダークプリンセス（角井陽一）：1993年
- ヱデンズボゥイ（天王寺きつね 後に月刊少年エースに移動）：1994年1月号 - 1995年12月号
- パワードール　オーディンの侍女（シナリオ：香我美悠 / 作画：すぎもとたかよし）：1996年

#### 2000年代
- .hack//黄昏の腕輪伝説（原作：浜崎達也 / 漫画：依澄れい）：2002年1月号 - 2003年11月号
- D.C. 〜ダ・カーポ〜（原案：CIRCUS / 作画：たにはらなつき）：2003年3月号 - 2004年5月号
- Piaキャロットへようこそ!!3 〜恋愛メニュー始めました〜（原作：F&C・FC02、漫画：渡瀬のぞみ）：2003年9月号 - 2004年3月号
- SHUFFLE! -DAYS IN THE BLOOM-（原作：Navel / 漫画：日下皓）：2003年12月号 - 2006年12月号
- ファントム・ブレイブ イヴォワール物語（原案：日本一ソフトウェア / 作画：道満晴明）：2004年2月号 - 7月号
- D.C.S.G. 〜ダ・カーポ セカンドグラデュエーション〜（原案：CIRCUS / 作画：Cherish[注 17]）：2004年9月号 - 2006年8月号
- IZUMO -猛き剣の閃記-（シナリオ：高橋直樹 / 作画：山本和枝 / 制作協力：UTATA）：2004年 - 2005年
- 英雄伝説ガガーブトリロジー 白き魔女（シナリオ：森瀬繚 / 作画：永倉由紀）：2004年 - 2005年
- 機神咆吼デモンベイン（原作：ニトロプラス / シナリオ：種子島貴 / 作画：たなか友基）：2004年 - 2006年
- AIR（桂遊生丸）：2004年9月号 - 2006年3月号
- Gift 〜under the rainbow〜（ユキヲ）：2006年2月号 - 2007年3月号
- D.C.II 〜ダ・カーポII〜（原作：CIRCUS / 作画：龍牙翔）：2006年12月号 - 2009年10月号
- Really? Really! -REMEMBER MEMORIES-（原作：Navel / 漫画：日下皓）：2007年2月号 - 2008年1月号
- HoneyComing 〜すうぃーとLOVEレッスン〜（原作：HOOK / 漫画：高野うい）：2007年2月号 - 2008年10月号
- FORTUNE ARTERIAL（原作：オーガスト / 漫画：児玉樹）：2007年11月号 - 2011年7月号
- .hack//G.U.+（原作：浜崎達也 / 漫画：森田柚花）
- はちゅねミクの日常 ろいぱら! 出張版（漫画：おんたま）：2008年5月号（2008年10月から2011年12月までコンプエース公式サイトにて10日・26日の月2回更新でWEB版が全75回、2010年3月からコンプティークモバイルにてWEB版とほぼ同じタイミングでモバイル版が全26回それぞれ連載された）
- ドルアーガの塔 〜the Aegis of URUK〜 隻眼の竜（原作：バンダイナムコゲームス『ドルアーガの塔』 / 漫画：MAKOTO2号）：2008年7月号 -
- 俺たちに翼はない〜Prelude〜（原作：Navel / 漫画：日下皓）：2008年9月号 - 2009年1月号
- 俺たちに翼はない（原作：Navel / 漫画：日下皓）：2009年3月号 - 2010年5月号
- ひぐらしデイブレイク Portable（綾見ちは・云熊まく）：2009年4月号 - 9月号
- 生徒会の一存 にゃ☆（原作：葵せきな『生徒会シリーズ』 / 漫画：水島空彦）：2009年6月号 - 2010年1月号
- 輝光翼戦記 天空のユミナ（原作：ETERNAL / 漫画：久松ゆのみ）：2009年7月号 - 9月号
- Fate/stay night（シナリオ：久我城貴哉 / 作画：鳴瀬ひろふみ）
- エウレカセブン グラヴィティボーイズ&リフティングガール（シナリオ：清水恵 / 漫画：貴月未来）
- ヤミと帽子と本の旅人 〜ロマンス〜（原作：ROOT / 作画：桜井綾）
- 下級生2 〜brilliant days〜（原作：エルフ / 作画：虎向ひゅうら）
- 祝福のカンパネラ（原作：ういんどみるOasis / 漫画：虎向ひゅうら）
- 桃華月憚（原作：ROOT / 監修：宙形安久里 / 漫画：雲屋ゆきお）
- スマガAK（原作：ニトロプラス / 作画：貴島煉瓦）
- 日常（あらゐけいいち ）出張版
- 交響詩篇エウレカセブン NEW ORDER（漫画：深山フギン、脚本：大野木寛）
- 漫研部 カラフルチャイム（笠野なつみ）
- テイルズ オブ ヴェスペリア[注 18]（森田柚花）：2009年 -
- 怪盗レーニャ（サムシング吉松）
- SNOW 〜Pure White〜（作画：あずまゆき）

#### 2010年代
- 生徒会の一存 ぷち（石切練炭）：2010年2月号 -
- 真・恋姫†無双 〜孫呉愛史〜（原作：BaseSon / 漫画：むこうじまてんろ）：2010年3月号 - 2011年3月号
- ひびちかタイム（原案：TYPE-MOON、漫画：大森林）：2010年10月号 - 2013年6月号
- 放課後アトリエといろ（華々つぼみ）：2010年12月号 - 2013年7月号
- STEINS;GATE 史上最強のスライトフィーバー（原作：5pb×ニトロプラス、シナリオ：とねね、漫画：森田柚花）：2011年2月号 - 2011年7月号→『月刊少年エース』へ移籍[43]
- Fate/EXTRA（原作：TYPE-MOON / マーベラスAQL、漫画：ろび〜な）：2011年5月号 - 2014年12月号
- 魔法少女リリカルなのはViVid LIFE（ねことうふ）：2011年5月号 -
- se・きらら（漫画：堀井久美）：2011年8月号 - 2012年3月号
- ブラック★ロックシューター THE GAME（原作：huke/イメージエポック、漫画：TNSK）：2011年9月号 - 2012年9月号
- 晴れときどきお天気雨（漫画：SAA / 原作：ぱれっと / シナリオ：NYAON / キャラクター原案：くすくす）：2011年10月号 - 2012年3月号
- 生徒会の一存 乙（水島空彦）：2011年10月号 - 2013年3月号
- ストライクウィッチーズ アフリカの魔女（漫画：野上武志）：2011年12月号 -
- ドットハックSora（ソラ）:セカイの向こうに（シナリオ：涼風涼 / 漫画：ヤミーゴ）：2012年1月号 - 2012年7月号
- メルルのアトリエ 〜アーランドの錬金術士3〜（原作：株式会社ガスト、漫画：唐辛子ひでゆ）：2012年1月号 - 2013年1月号
- アクエリアンエイジ 始まりの地球（原作：ブロッコリー、脚本：加納新太、漫画：黒銀）：2012年1月号 -
- 大図書館の羊飼い（原作：オーガスト、漫画：日下皓）：2012年6月号 - 2013年6月号
- se・きらら 〜ずっと一緒でいいですか？〜（漫画：堀井久美）：2012年6月号 -
- ギルドラG　ギルティドラゴン〜罪竜と八つの呪い〜 A GAG CONCEPT（原作：バンダイナムコゲームス、漫画：墨丸こいち）：2012年12月号 -
- 絶対防衛レヴィアタン レヴィたんとゆかいな仲間たち（原作：GREE、漫画：月島マコト）：2013年8月号 -
- ニンジャスレイヤー（原作：ブラッドレー・ボンド＋フィリップ・N・モーゼズ、脚本：田畑由秋、キャラクターデザイン：わらいなく / 余湖裕輝、漫画：余湖裕輝）：2013年8月号 - 2018年1月号 ※『月刊コンプエース』と並行連載[44]
- 俺の脳内選択肢が、学園ラブコメを全力で邪魔しているH（原作：春日部タケル、キャラクター原案：ユキヲ、漫画：長谷見亮）：2013年8月号 - 2014年5月号
- 未来デリバリー ちいさなアシモフと緑の忘れ物（漫画：深山フギン、脚本：大塩哲史）：2013年9月号 - 2014年8月号
- TYPE-MOON学園 ちびちゅき!（原作：TYPE-MOON、漫画：華々つぼみ）：2013年10月号 - 2015年8月号
- 艦隊これくしょん -艦これ- side:金剛（原作：「艦これ」運営鎮守府、漫画：SASAYUKi）：2013年12月号 - 2014年5月号 ※編集部事情による打ち切り[要出典]
- ドラゴンズクラウン（原作：アトラス、漫画：yuztan）：2013年12月号 -
- ストライクウィッチーズ 紅の魔女たち（原作：島田フミカネ&Projekt Kagonish、漫画：しのづかあつと）：2014年3月号 - 2015年10月号
- ロードス島戦記〜灰色の魔女〜（原作：水野良、原案：安田均、キャラクターデザイン・原案：出渕裕、漫画：たくま朋正）：2014年1月号 - 2015年4月号
- 召しませロードス島戦記 〜それっておいしいの?〜（漫画：黒井みめい・稀周悠希）
- Fate/EXTRA CCC（原作：TYPE-MOON・マーベラス、漫画：ろび〜な）：2015年7月号[45] - 2024年1月号
- Tokyo 7th Sisters -Sisters Portrait-（原作：Donuts、漫画：山吹ざらめ、監修・カード原案：茂木伸太郎）：2015年12月号 - 2017年1月号
- コハエース（原作：TYPE-MOON、漫画：経験値）：2011年6月号 -
- コハエース+（原作：TYPE-MOON、漫画：経験値）：2012年4月号 -
- コハエースEX（原作：TYPE-MOON、漫画：経験値）：2013年6月号 -
- コハエースXP（原作：TYPE-MOON、漫画：経験値）
- コハエースGO（原作：TYPE-MOON、漫画：経験値）
- コハエースDX（原作：TYPE-MOON、漫画：経験値）
- ファンタジスタドールMix（原案：ファンタジスタドールプロジェクト＋FD製作委員会、漫画：Anmi）：2013年9月号[46] - ←『ニュータイプエース』より移籍[46]
- D.C.III 〜ダ・カーポIII〜（原作、脚本：tororo／CIRCUS、漫画：かゆらゆか）→『月刊コンプエース』へ移籍[47]
- 交響詩篇エウレカセブン ニュー・オーダー（原作：BONES、シナリオ：大野木寛、漫画：深山フギン）
- ストライクウィッチーズ アフリカの魔女（原作：島田フミカネ&Projekt Kagonish、漫画：野上武志）
- バーチャル園児☆小山内めい（小山内めい）：2018年8月号[48] -

#### 2020年代
- Sランクパーティをクビになったので世界樹と里帰りします〜能力固定の世界で村人と仲間だけが神成長！（原作：矢御あやせ、漫画：柴飼ぽんちょ）：2021年3月号[42] -
- 冒険者ギルドのチート経営改革 魔神に育てられた事務青年、無自覚支援で大繁盛（原作：ハーーナ殿下、漫画：一杉エーイチ）：2021年3月号[42] -
- 元異世界転移者だった課長のおじさん、人生二度目の異世界を駆け廻る（原作：銀麦、漫画：kura）：2021年3月号[42] - 2024年1月号
- ぐだぐだエース RE（原作：TYPE-MOON、漫画：経験値）：2021年4月号[39] -
- 勇者サポートセンター魔王城支部（じゃこ）：2021年5月号[49] -
- やがて最強のPKキラー（職業：商人）（原作：aaa、漫画：原田絵理）：2021年6月号[50] -
- 竜王様の最強国家戦略 〜竜姫を従えた元王子はスキル【竜王】の力で反旗を翻す〜（原作：虎戸リア、漫画：藤本キシノ）：2022年4月号[51] - 2023年11月号
- ぐだぐだ太閤伝 ZIPANG（経験値）：2022年5月号 - 2023年6月号
- 生活魔法はハズレスキルじゃない（原作：なんじゃもんじゃ、漫画：きなつk）：2022年6月号[52] - 2023年6月号
- 魔王道―千年前の魔王が復活したら最弱魔物のコボルトだったが、知識経験に衰え無し。神と正義の名の下にやりたい放題している人間共を躾けてやるとしよう（原作：寒天、漫画：高岸かも）：2022年8月号[53] - 2023年8月号
- 異世界恋愛ショートストーリーズ（原作：三羽高明、漫画：木村琴々）：2022年10月号[54] - 2023年4月号
- ATRI -My Dear Moments-（原作：ANIPLEX.EXE、漫画：じゃこ）：2022年11月号[55] - 2025年3月号[56]
- 黒い魔女と白い聖女の狭間で 〜アラサー魔女、聖女になる！〜（原作：朝倉一二三、漫画：柴飼ぽんちょ）：2022年11月号[55] - 2023年11月号
- 黒衣の執行人は全てを刈り取る〜謎ジョブ《執行人》は悪人のスキルを無限に徴収できる最強ジョブでした。【剣聖】も【勇者】も【聖者】も、弱者を虐げるなら全て敵です。（原作：天池のぞむ、漫画：郡司ネムリ）：2022年12月号[57] - 2023年10月号
- 僕は七度目の人生で、怪物姫を手に入れた（原作：サンボン、漫画：宮崎順、キャラクター原案：生煮え）：2023年1月号[58] - 2025年1月号[59]
- 神様のミスで異世界にポイっとされました 〜元サラリーマンは自由を謳歌する〜（原作：でんすけ、漫画：舞鶴山画太郎、キャラクター原案：長浜めぐみ）：2023年5月号[60] - 2024年7月号[61]
- 左遷されたギルド職員が辺境で地道に活躍する話（原作：みなかみしょう、漫画：芝本七乃香）：2023年6月号[62] - 2024年9月号[63]
- 剣技も魔法も中途半端だからと勘当された少年、大精霊に見初められ最強のオールラウンダーとなる。〜今さら帰ってこいと言われても、冒険者稼業が楽しいのでお断りします！〜（原作：あざね、漫画：大上誠人）：2023年8月号[64] - 2024年7月号[65]
- 悪役令嬢、十回死んだらなんか壊れた。（原作：嶋野夕陽、漫画：星野スミ）：2024年7月号[66] - 2025年2月号[67]

#### 調査中
- はとがいる（てっけんとう）：2010年前後くらい
- げまげま コンプティーク出張版（こげどんぼ*）
- 初音ミク -Project DIVA- オムニバスコミック（漫画：KEI、監修：SEGA feat.HATSUNE MIKU Project）
- 艦隊これくしょん -艦これ- 今宵もサルーテ!（原作：「艦これ」運営鎮守府、漫画：森永ミキ、協力：C2機関）： - 2021年3月号[42]
- 艦隊これくしょん -艦これ- 水平線の、文月（原作：「艦これ」運営鎮守府、漫画：ななてる）
- ぐだぐだエース（仮）（原作：TYPE-MOON、漫画：経験値）： - 2019年1月号[68]
- ぐだぐだエース（原作：TYPE-MOON、漫画：経験値）： - 2021年3月号[42]

### 小説
- 聖エルザクルセイダーズ（松枝蔵人　画：BLACK POINT）：1987年4月号 - 1988年12月号
- パンゲア（松枝蔵人　画：吉富昭仁）：1989年1月号 -
- 瑠璃丸伝（松枝蔵人　画：池田恵）※初期のみ
- 神拳 李酔竜（高千穂遙　画：迎夏生）
- ルナティックドーン 開かれた前途（原案：アートディンク、作：神代創、挿画：杉本要）：1996年7月号 - 9月号
- エーベルージュ　1997年
- ef - a fairy tale of the two. another tale（原作：minori、著：御影・鏡遊、画：七尾奈留・2C=がろあ・庄名泉石）：2006年7月号 - 2008年7月号
- 白銀のカル Cal&Toara（竹内なおゆき　画：駒都えーじ）：2007年1月号 - 8月号
- らき☆すた ゆるゆるでぃず（原作：美水かがみ / 著：待田堂子）：2008年10月号 - 2009年1月号
- Symphony of 俺たちに翼はない（原作：Navel / 著：王雀孫）：2009年5月号 - 8月号
- Fate/Prototype 蒼銀のフラグメンツ（原作：TYPE-MOON、文：桜井光、イラスト：中原）：2013年8月号 - 2016年10月号
- 艦隊これくしょん -艦これ- とある鎮守府の一日（原作：角川ゲームス、著：椎出啓・鷹見一幸・銅大、イラスト：こるり）：2014年1月号 - 8月号
- Fate/Labyrinth（原作：TYPE-MOON、文：桜井光、イラスト：中原）：2015年5月号 - 7月号
- Re:ステージ!（キャラクターデザイン・イラスト：和泉つばす、シリーズ構成・ストーリー：team yoree.[注 19][69]）：2015年8月号 -
- Tokyo 7th Sisters -episode.Le☆S☆Ca-（文：古瀬風、イラスト：円居雄一郎、原作：Donuts、監修・オリジナルストーリー原案：茂木伸太郎）：2015年11月号 - 2016年6月号
- 消滅都市の片隅で（原作：Wright Flyer Studios、小説：下田翔大、イラスト：櫻井慶子）：2016年6月号 - 2017年1月号？
- Tokyo 7th Sisters -EPISODE.The QUEEN of PURPLE-（文：古瀬風、イラスト：円居雄一郎、原作：Donuts、監修・オリジナルストーリー原案：茂木伸太郎）：2016年9月号 - 2017年4月号
- マージナルナイト（企画・イラスト：樋上いたる、文：田中ロミオ）

### コラム
- クロちゃんのRPG講座/クロちゃんのRPG千夜一夜（黒田幸弘）
- 安田均のこのゲームが面白い（安田均）
- 矢野徹の狂乱酒場（矢野徹）
- ジャガーじゃが（ジャガー）
- 天使の物欲（スタパ斎藤）
- よーいちの代々々ライターズ学園（上崎よーいち）
- ダークサイドを歩け（クーロン黒沢）
- 岩男潤子のぺじぱそ（岩男潤子）
- 杉本理恵
- 小田嶋隆

### 各種企画
- ロードス島戦記（TRPGリプレイ）
- 漂流伝説クリスタニア（TRPGリプレイ、後に電撃系各誌に移籍）
- ロボクラッシュ（読者参加ゲーム）
- トップをねらえ!（読者参加ゲーム）
- フィニッシュホールド（読者参加ゲーム）
- BBSオンライン（パソコン通信「コンプティークBBS」連動コーナー）

分裂以前の名物コーナーのひとつ、三国志や信長の野望などのSLGリプレイは、秋葉原助手や御茶ノ水教授、ドクター四谷、九段南、イボンヌ木村（イヌボン（犬凡）木村）など複数のライターが参加したことになっているが、実際は、各ライターのキャラクター性を用い榊涼介が一人ですべて書いていた。人気コーナーの1つ「SLG劇場」の登場人物には東京都内の角川書店所在地近辺の地名が使われていた。上記以外では千駄ヶ谷君、飯田橋君など。また、別コーナーのライターで「市ヶ谷クン」と呼ばれている人がいた。コーナーのイラストは盛本康成が担当した。
- コンピューターゲームクロス・レビュー（パソコンゲーム批評）：1996年2月号 - 10月号
  - レギュラー 荻窪圭、スタパ斎藤、上崎よーいち
  - ゲスト 小田嶋隆、多摩豊、菊池たけし、小峯徳司、クーロン黒沢、大塚ギチ、石埜三千穂

## 読みきり作品
- すてっぷUP!（MIKOTO）
- しるバ.（爆天童）
- ちょうこうせんにん春夏さん（爆天童）
- 桃色マジック（荒木風花）

## 発行部数
- 2004年（2003年9月 - 2004年8月） 55,916部[70]
- 2005年（2004年9月 - 2005年8月） 52,667部[70]
- 2006年（2005年9月 - 2006年8月） 59,500部[70]
- 2007年（2006年9月 - 2007年8月） 60,775部[70]
- 2008年（2007年10月 - 2008年9月） 73,417部[70]

|        | 1〜3月    | 4〜6月    | 7〜9月    | 10〜12月  |
| ------ | --------- | --------- | --------- | --------- |
| 2008年 |           | 72,000 部 | 75,000 部 | 81,667 部 |
| 2009年 | 81,667 部 | 69,667 部 | 64,667 部 | 61,667 部 |
| 2010年 | 55,000 部 | 56,667 部 | 56,000 部 | 57,667 部 |
| 2011年 | 54,334 部 | 53,667 部 | 57,667 部 | 55,000 部 |
| 2012年 | 52,834 部 | 52,500 部 | 42,667 部 | 35,334 部 |